# Lamprotornis iris
Lamprotornis iris là một loài chim trong họ Sturnidae.